# 安藤一郎
安藤 一郎（あんどう いちろう、1907年8月10日 - 1972年11月23日）は、日本の詩人、英文学者、翻訳家。

## 経歴
1928年東京外国語学校英語科卒業、東京府立第六中学校（現・東京都立新宿高等学校）教師、1938年米沢高等工業学校講師、1939年助教授、1941年母校助教授、のち東京外国語大学教授、1971年定年退官。詩人、翻訳家として著述多く、日本現代詩人会会長を務めた。没後の1973年、『摩滅』で無限賞受賞。

## 著書
- 『戦争挑発者ルーズヴェルト』（朝日新聞社） 1942
- 『英米の詩』（日本英語教育協会） 1949
- 『だれもいない町 インドのどうわ』（筑摩書房、小学生全集） 1952
- 『英米現代詩の鑑賞』（高村勝治共著、研究社出版） 1956
- 『薔薇と貝殻』（研究社出版、研究社選書） 1957
- 『フロスト』（研究社出版、新英米文学評伝叢書） 1958
- 『二十世紀の英米詩人』（弘文堂） 1960
- 『ホレーシオへの別辞 詩人教授安藤一郎記念論文集』（文理） 1971

以下は没後出版
- 『詩人の庭』（雪華社） 1973
- 『安藤一郎詩論集』（研究社出版） 1976

### 詩集・句集
- 『思想以前 詩集』（詩人社） 1930
- 『雪解』（風流陣発行所） 1940
- 『静かなる炎 詩集』（湯川弘文社） 1943
- 『愛について 詩集』（国文社） 1955
- 『経験 詩集』（昭森社） 1958
- 『ひらいた掌 詩集』（昭森社） 1963
- 『夢のあいだ 詩集』（思潮社） 1967

以下は没後出版
- 『摩滅 詩集』（思潮社） 1973

## 翻訳
- 『女性と文学』（ヴァーヂニア・ウルフ、西川正身共訳、青木書店） 1940、改訳『私だけの部屋』（新潮文庫）
- 『ダブリン市井事』上・下（ヂェイムズ・ヂョイス、弘文堂書房、世界文庫） 1940 - 1941
  - 『ダブリン市民』（ジェイムズ・ジョイス、新潮文庫） 1953、改版1971
- 『双児の王子 ベンガル童話集』（淡海堂出版） 1943
- 『水の子物語』（チャールズ・キングスレイ、新少国民社） 1947
- 『クリスマスの歌』（チャールズ・ディケンズ、トッパン） 1948、改訳『クリスマス・カロル』（角川文庫）
- 『若草物語』（オルコット、創元社、世界少年少女文学全集） 1953
- 『園遊会』（キャサリン・マンスフィールド、英宝社） 1953
- 『黄金の川の王さま』（ジョン・ラスキン、創元社、世界少年少女文学全集） 1955
- 『マンスフィールド傑作選』第1・2巻（キャサリン・マンスフィールド、英宝社） 1955
- 『ドン・フェルナンド』（サマセット・モーム、新潮社、モーム全集24）1956
- 『ダロウェイ夫人』（ヴァージニア・ウルフ、河出書房 世界文学全集）1956、新潮文庫 1958
- 『シカゴ詩集』（カール・サンドバーグ、岩波文庫） 1957
- 『愛と死の詩集』（D・H・ロレンス、角川文庫） 1957
- 『マンスフィールド短篇集』（キャサリン・マンスフィールド、新潮文庫） 1957
- 『マンスフィールド傑作選 第3巻』（キャサリン・マンスフィールド、英宝社） 1960
- 『イギリス名詩選』（学生社） 1961
- 『シェークスピア名作集』（講談社、少年少女新世界文学全集） 1963
- 『イギリス・アメリカむかし話集』（小出正吾共編、偕成社、少年少女世界の民話伝説） 1964
- 『現代イギリス詩論大系』（編、思想社、世界詩論大系3） 1965
- 『かるいかるい王女』（ジョージ・マクドナルド、偕成社） 1967
- 『フロスト詩集・サンドバーグ詩集』（新潮社、世界詩人全集12） 1968、のち『サンドバーグ詩集』新潮文庫
- 『世界の詩 3 イギリス・アメリカ』（鍵谷幸信共著、さ・え・ら書房） 1968
- 『スペンダーほか 世界名詩集 4』（平凡社） 1968
- 『風のうた』（サンドバーグ、学習研究社、少年少女学研文庫） 1970